# Augustina Pietrantoni
Augustina Pietrantoni (Geburtsname Livia Pietrantoni) (* 27. März 1864 in Pozzaglia Sabina in der Provinz Rieti, Italien; † 13. November 1894 in Rom) war eine italienische Ordensfrau und wird in der katholischen Kirche als Heilige verehrt.

## Leben
Livia, die aus einer armen und christlichen Familie stammte, schloss sich am 23. März 1886 mit 21 Jahren den Barmherzigen Schwestern der Heiligen Johanna Antida de Thouret an und nahm den Namen Augustina (lat. Die Erhabene) an. Innerhalb der Ordensgemeinschaft war sie als Pflegerin von Tuberkulosekranken im Spital Santo Spirito in Rom tätig. Als 30-Jährige wurde sie von dem gerade entlassenen Patienten Giuseppe Romanelli ermordet. Sie wurde auf dem Campo Verano beigesetzt.
Papst Paul VI. sprach Augustina 1972 selig, und am 18. April 1999 erfolgte ihre Heiligsprechung durch Papst Johannes Paul II. Ihr Gedenktag ist der 13. November.